# Râul Morava
Pentru râul cu nume aproape omonim din Serbia, a se vedea Velika Morava.
Morava (germană March, latină Marus) este un râu din Europa Centrală. Este cel mai important râu din Moravia, regiune care îi dă numele. Morava izvorăște din muntele Králický Sněžník, în nordvestul Moraviei, aproape de frontiera dintre Polonia și Republica Cehă, și are o traiectorie orientată mai degrabă către sud. Partea joasă a cursului râului formează granița dintre Republica Cehă și Slovacia, și apoi între Austria și Slovacia.

## Descriere
După aproximativ 358 km, râul Morava se varsă în Dunăre la Bratislava-Devín. Orașele importante de pe cursul râului sunt Olomouc în Moravia și Bratislava, capitala Slovaciei.

## Afluenți
Cel mai important afluent al său este Thaya (în germană) sau Dyje (în cehă și în slovacă), de la granița dintre Austria Inferioară și Moravia. Un alt afluent este râul Myjava, care se varsă în Morava la Kúty.